# Гончарук, Александр Юрьевич
Александр Юрьевич Гончарук (26 марта 1956 года, Севастополь, УССР, СССР) — российский топ-менеджер, Член Совета директоров ОАО АНК «Башнефть», Председатель Совета директоров ОАО «Полиэф», член Совета директоров ОАО АФК «Система», предприниматель, миноритарный акционер ОАО АФК «Система».

## Биография
Александр Гончарук родился 26 марта 1956 года в Севастополе в семье морского офицера.
В 1978 году с отличием окончил Севастопольское Высшее Военно-морское инженерное училище. Служил на подводных лодках на Северном флоте.
В 1987 году, также с отличием завершил обучение в Военно-Морской Академии им. А. Гречко.
С 1987 по 1991 годы в должности старшего офицера служил в Главном штабе ВМФ в Главном управлении кораблестроения ВМФ СССР.
С 1991 года работает в структурах АФК «Система», возглавляя в должности исполнительного директора бизнес-центр «Галактика». Позже возглавил акционерное страховое общество «Лидер».
С 1995 по 1998 годы — начальник департамента телекоммуникаций, затем — вице-президент АФК «Система».
В 1996 году становится членом Совета директоров АФК «Система».
В 1997 году и в первой половине 1999 года работает заместителем Председателя Совета директоров АФК «Система».
В 1998 году и с 2002 по 2003 годы занимает должность Председателя Совета директоров МТС. Именно в это время АФК получила контроль над своими крупнейшими активами МТС и МГТС.
С 1998 года по 2003 год руководит ЗАО «Система-Телеком», созданной на базе департамента телекоммуникаций корпорации.
С 2003 года по 2006 год работает Генеральным директором ОАО «Концерн „Научный центр“», осенью 2005 года переименованный в ОАО «Концерн „Ситроникс“» (Sitronics). Под руководством Гончарука, одно из самых проблемных подразделений стало быстро развиваться: за два года доля электронного бизнеса в доходах «Системы» выросла с 3,4 % до 12,7 %.
С 2006 по 2008 годы возглавляет в должности президента ОАО АФК «Система». Под руководством Александра Гончарука АФК «Система» вывела на биржу три дочерние компании («Комстар — Объединённые ТелеСистемы», «Систему-Галс» и «Ситроникс»), приобрела МГТС и стала владельцем блокпакета «Связьинвеста», крупнейшего оператора фиксированной связи в России. За время работы Гончарука на этой должности капитализация «Системы» выросла более чем на 40 %.
С мая 2008 года член совета директоров АФК «Система». Кроме того, является Председателем Совета директоров ОАО АНК «Башнефть», а также избран в Советы директоров ОАО «Система-Галс», ОАО «Новойл», ОАО «Уфимский нефтеперерабатывающий завод», ОАО «Уфанефтехим», ОАО «Уфаоргсинтез» и ОАО «Башкирнефтепродукт».
25 декабря 2009 года Александр Гончарук включён в состав Президентского Совета Республики Башкортостан.
С июля 2010 года является также председателем совета директоров ОАО «Полиэф».

## Семья
Женат, имеет сына и внука.

## Собственность
Владеет 2 % акций ОАО АФК «Система».

## Интересные факты
- В 2003 году и некоторые последующие годы Александр Гончарук входит в рейтинг «1000 самых профессиональных менеджеров России» выпускаемый совместно Ассоциацией менеджеров России и ИД «Коммерсантъ»[8].